# Compendio di lingua ebraica
Il Compendio di lingua ebraica (nell'originale latino, Compendium grammatices linguae hebraeae; tradotto anche come Compendio di grammatica della lingua ebraica o Grammatica della lingua ebraica in compendio) è un'opera incompiuta del filosofo Baruch Spinoza, la cui composizione avvenne probabilmente tra il 1670 e il 1675. Il testo fu pubblicato per la prima volta alla fine del 1677, pochi mesi dopo la morte dell'autore, nell'edizione latina delle opere spinoziane curata dagli amici del filosofo, intitolata Opera posthuma.

## Storia della composizione
Baruch Spinoza visse dalla nascita alla morte nelle Province Unite olandesi, ma proveniva da una famiglia ebraica di origine portoghese. All'età di 24 anni, nel 1656, venne allontanato con un duro cherem dalla congregazione religiosa di Amsterdam a cui apparteneva, a causa, per quanto si può dire sulla base delle fonti, delle sue idee eterodosse. Egli ebbe in ogni caso il tempo e il modo di ricevere un'approfondita istruzione in seno alla sua comunità di origine, venendo riconosciuto dai rabbini suoi maestri come un giovane brillante e giungendo presto a padroneggiare la lingua ebraica e i testi sacri dell'ebraismo.
Fu molti anni dopo essersi definitivamente distaccato sia dalla congregazione in cui era nato, sia dalla religione ebraica come tale, che Spinoza intraprese la composizione del Compendio di lingua ebraica in risposta a una richiesta da parte dei suoi amici, che gli avevano chiesto uno strumento utile allo studio della lingua dell'Antico Testamento. Nell'Avvertenza al Lettore anteposta dai curatori al testo nell'edizione degli Opera posthuma si legge:
La stesura di tale testo, di cui Spinoza riuscì quasi a completare la prima parte, non scrivendo affatto la seconda, fu portata avanti probabilmente tra il 1670 e il 1675.

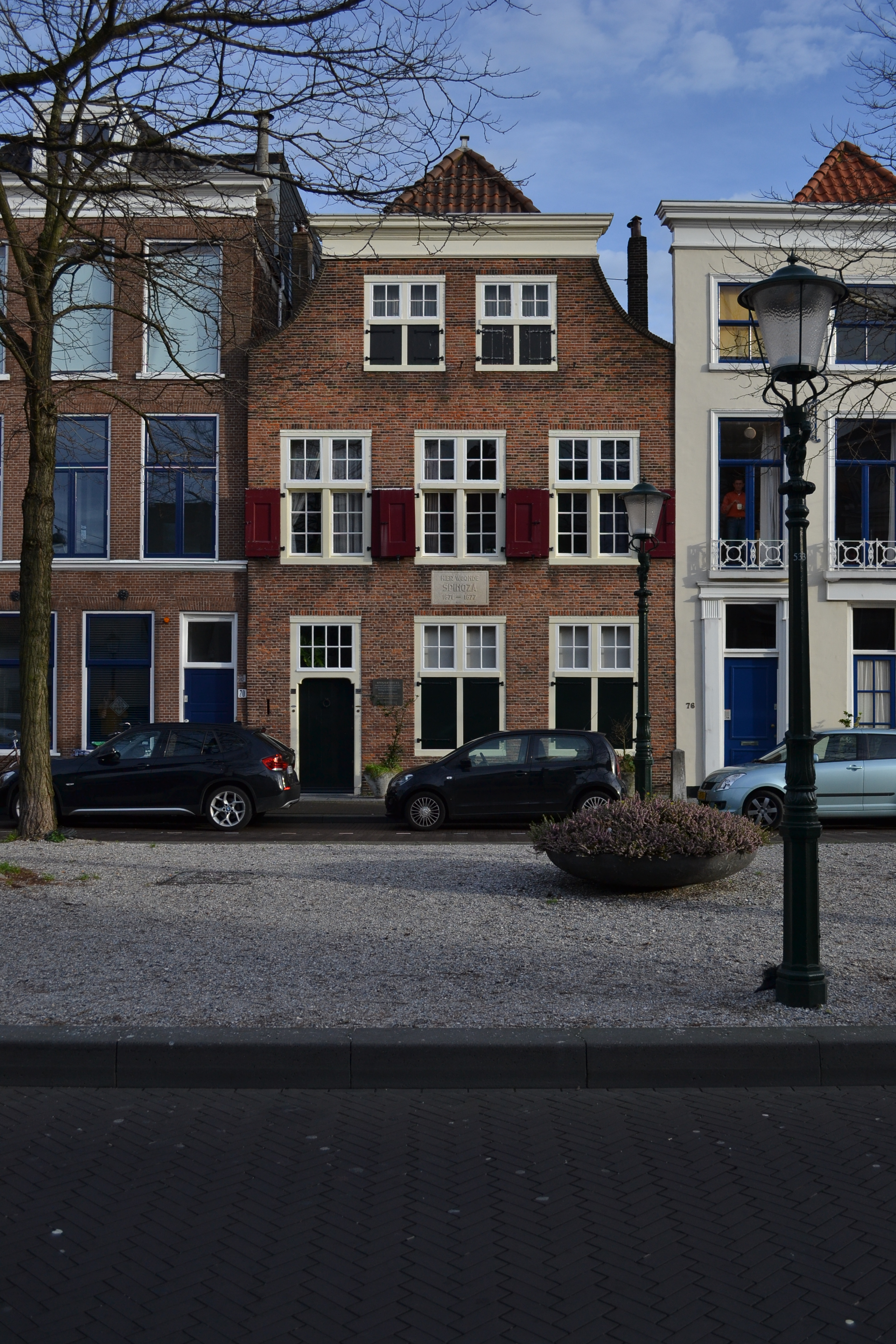
Lo Spinozahuis (o Domus Spinozana), la casa dell'Aia dove Baruch Spinoza viveva all'epoca in cui compose il Compendio di lingua ebraica.

Negli anni 1670 Spinoza viveva all'Aia (in una casa sul Paviljoensgracht rimasta nota come Spinozahuis) e aveva già pubblicato opere importanti, come i Principi della filosofia di Cartesio e il Trattato teologico-politico. In quest'ultimo libro (la cui edizione del 1670 non riportava il nome dell'autore, che tuttavia sostanzialmente era noto a tutti) egli aveva affermato l'importanza, al fine di una comprensione adeguata del contenuto delle scritture considerate sacre dalla religione ebraica e da quella cristiana, della conoscenza della lingua in cui era stato originariamente scritto l'Antico Testamento, cioè appunto l'ebraico. Uno degli scopi principali del Compendio è dunque quello di fornire uno strumento a chi vogli accostarsi con competenza critica alla lettura della Bibbia, e in particolare affrontare il testo originale, a monte delle traduzioni, per prenderne in considerazione il senso letterale.

## Contenuto
Il Compendio di lingua ebraica avrebbe dovuto constare di due parti: la prima dedicata alla morfologia dei nomi e dei verbi della lingua ebraica (rispettivamente con le loro declinazioni e le loro coniugazioni); la seconda alla sintassi. Di fatto Spinoza interruppe il lavoro su quest'opera, forse per iniziare a scrivere il Trattato politico, poco prima di aver portato a termine la prima parte, contenente anche, in apertura, una trattazione della fonetica dell'ebraico.
Il Compendio, nonostante nascesse con l'intenzione di servire ai lettori e agli esegeti della Bibbia, non si poneva il compito di costituire una grammatica della lingua biblica, ma dell'ebraico come lingua storica e «naturale»; esso ambiva dunque anche a rendere conto degli usi concreti e del parlato abituale, restituendo l'ebraico alla sua origine umana (così come nel Trattato teologico-politico si era argomentata l'origine umana del testo biblico stesso). Cionondimeno, gli esempi di impiego della lingua che il Compendio contiene sono tratti di fatto unicamente dalla Bibbia.
Nel Compendio Spinoza non intende solo presentare le regole della grammatica ebraica, ma anche enuclearne la logica, mostrare la rispondenza degli usi a leggi fisse e ricondurre le eccezioni a cause determinate, come errori o corruzioni. È stato osservato che la trattazione linguistica di Spinoza è carica di teoria, per il fatto di tentare una «razionalizzazione dell'ebraico», e che tale teoria in particolare risponde alle concezioni filosofiche di Spinoza per come sono esposte in modo esemplare nel suo capolavoro, l'Ethica: il ruolo cardinale è riconosciuto al sostantivo, e le altre parti del discorso vengono concepite come sue modificazioni, o comunque vengono «riportate» a esso: